# برشلونة بوتسو دي غوتو
برشلونة بوتسو دي غوتو (بالإيطالية: Barcellona Pozzo di Gotto)‏ مدينة إيطالية في شمال شرق جزيرة صقلية ضمن مقاطعة ميسينا وتبعد عن مدينة ميسينا 40 كم غربا، أسست مدينة بوتسو دي غوتو 1463 م على يد نبيل ميسينا نيكولو غوتو وأسست مدينة برشلونة في عام 1522 م إبان سيطرة الأسبان على الجزيرة، وفي عام 1836 م تم توحيد المدينتين فأصبحت تعرف باسمها الحالي، عدد سكانها 41.569 نسمة.

## السكان
في سنة 1861 بلغ عدد السكان 20٬257 نسمة، وتطور العدد ليصل في سنة 2011 لـ 41٬632 نسمة.
يظهر هذا المخطط البياني تطور النمو السكاني لـ برشلونة بوتسو دي غوتو

## توأمة
لبرشلونة بوتسو دي غوتو اتفاقيات توأمة مع كل من:
- برشلونة
- بونتا ألتا

## أعلام
- فابيو أفاني